# Bernhard Antener
Bernhard Antener (* 17. Dezember 1958; heimatberechtigt in Eggiwil) ist ein Schweizer Politiker (SP).

## Leben
Antener besuchte von 1975 bis 1979 das Realgymnasium Burgdorf. Von 1979 bis 1987 studierte er Rechtswissenschaften an der Universität Bern und erhielt 1987 das Fürsprecherpatent. Er arbeitete von 1988 bis 2001 im Rechtsdienst der Post-, Telefon- und Telegrafenbetriebe, bzw. nach deren Auflösung im Rechtsdienst der Schweizerischen Post. 2002 wurde er Partner bei der Anwaltskanzlei Egger Tanner + Partner, später Antener Althaus Kunz und Antener+Althaus, nun Landnotariat+Advokatur.
Antener war von 1986 bis 1992 Mitglied des Grossen Gemeinderates von Langnau im Emmental. 1993 gehörte er dem Gemeinderat an und war für das Ressort Schulwesen zuständig. Von 1994 bis 2017 bekleidete er das Amt des Gemeindepräsidenten. Des Weiteren gehörte Antener ab 1998 dem Grossen Rat des Kantons Bern an. In dieser Zeit war er unter anderem von 1999 bis 2011 Mitglied in der Finanzkommission, war ab 2002 Vizepräsident dieser Kommission und fungierte von 2006 bis 2011 als Vizepräsident der Grossratsfraktion SP-JUSO-PSA. Nachdem er von 2011 bis 2012 Zweiter Grossratsvizepräsident und von 2012 bis 2013 Erster Grossratsvizepräsident war, wurde Antener am 3. Juni 2013 Grossratspräsident. Dieses Amt bekleidete er bis 2014. Im selben Jahr schied er aus dem Grossen Rat des Kantons Bern aus.
Zudem ist Antener in mehreren Verwaltungsräten vertreten. Seit Juni 2018 sitzt Antener als Kantonsvertreter in den Verwaltungsräten der BLS AG und der BLS Netz AG. Dieses Amt wurde im Jahr 2022 für weitere zwei Jahre verlängert.
Er ist verheiratet und hat zwei Söhne.